# ホンキー・トンク・ウィメン
「ホンキー・トンク・ウィメン」（Honky Tonk Women）は、ローリング・ストーンズの楽曲。作詞作曲はミック・ジャガーおよびキース・リチャーズ。1969年7月にシングルとしてリリースされ、イギリス、アメリカ他数か国で1位を記録。「サティスファクション」、「ジャンピン・ジャック・フラッシュ」と並び、バンドの代表作の一つとされる。

## 解説
ブライアン・ジョーンズの後任ギタリスト、ミック・テイラー初参加曲。そのためジャケットには、新メンバーとなったテイラーも写っている。基本的に3分程度の尺だが、収録された盤によってピッチが一定していないため、長さに2～4秒程度のばらつきがある。カントリーミュージック風にアレンジされ、歌詞も若干異なるバージョンがあり、そちらはアルバム『レット・イット・ブリード』に「カントリー・ホンク」のタイトルで収録されている。録音やリリースの順番は「ホンキー・トンク・ウィメン」の方が先だが、作曲の段階では「カントリー・ホンク」のバージョンがオリジナルで、そこから発展したのが「ホンキー…」である。先行シングルがアレンジされた上に改題され、その後オリジナル・アルバムに収録されるという例は、ストーンズ史上この曲のみである。この曲はアメリカ南部のスワンプ・ロックの強い影響を受けて、制作された。歌詞は「ホンキー・トンク・ウィメン」ではテネシー州メンフィスのバー（安酒場）で、ジン漬けのクイーンに出会うという内容となっている。歌詞カードの山本安見訳では「I laid a divorcee in New York City」を「おいらニューヨークで離婚してきたばかり」となっているが、正しくは「おれはニューヨークでバツイチ女と寝た」である。
オリジナル・アルバム未収録曲で、シングルリリースから2か月後に出されたベスト・アルバム『スルー・ザ・パスト・ダークリー (ビッグ・ヒッツ Vol.2)』で、アルバム初収録となった。以降、多くのストーンズのコンピレーション・アルバムに収録されている。

## 経緯
曲は、ジャガーとリチャーズが1968年12月に旅行で訪れたブラジルのとある牧場で書いた。リチャーズがタイトルとギター・リフ、サビを作り、残りをジャガーが補うという、当時の彼らの典型的な作曲方法で書かれた。リチャーズは元々、この曲をハンク・ウィリアムズやジミー・ロジャーズっぽくしようと考えていたが、もっとファンキーになるようにバンド内でいじくり回していたところ、シングル・バージョンのような形になったという。この曲は、リチャーズの代名詞となる5弦オープンGチューニングが初めて採用された例でもある。リチャーズはこのオープンGチューニングを、アルバム『レット・イット・ブリード』の録音に参加したライ・クーダーから教わったというが、その後クーダーはストーンズに自身の曲を盗まれたと主張し、以降ストーンズとは一切の接触を断った。リチャーズはクーダーの主張を否定している。
「ホンキー・トンク・ウィメン」は、まず1969年3月に、ロンドンのオリンピック・スタジオで最初の録音が行われた。当時はジョーンズがまだバンドに在籍していたが、彼はこのセッションのほとんどを欠席しており、ジョーンズがこの曲の録音に関わっていたかどうかは不明である。その後、同年5月30日から6月5日にかけて完成テイクが録音された。ミック・テイラーはこのセッションから参加するようになったが、テイラーによれば、彼が参加したころにはもうすでにこの曲はほぼ完成に近い形になっていたという。アルバム・バージョンの「カントリー・ホンク」は、5月12日にオリンピック・スタジオで初期バージョンが録音され、その後10月下旬に行われたロサンゼルス、サンセット・サウンド・スタジオで行われたオーバーダブを経て完成した。

## レコーディング・メンバー
ホンキー・トンク・ウィメン
- ミック・ジャガー - リードボーカル
- キース・リチャーズ - エレキギター（ソロ含む）、バッキングボーカル
- ミック・テイラー - エレキギター
- ビル・ワイマン - ベース
- チャーリー・ワッツ - ドラムス
- イアン・スチュワート - ピアノ
- スティーヴ・グレゴリー、バド・ビードル - サックス
- ジミー・ミラー - カウベル
- レパラタ & ザ･デルロンズ、ナネット・ニューマン、ドリス・トロイ - バッキングボーカル

カントリー・ホンク
- ミック・ジャガー - リード&バッキングボーカル
- キース・リチャーズ - アコースティックギター、バッキングボーカル
- ミック・テイラー - アコースティック・スライドギター
- チャーリー・ワッツ - ドラムス
- バイロン・バーライン - バイオリン
- ナネット・ニューマン - バッキングボーカル

## リリースと反響
シングル「ホンキー・トンク・ウィメン」は、ジョーンズの死の翌日の1969年7月4日にリリースされた（アメリカではその翌日にリリース）。イギリスでは9位で初登場すると、翌週には3位に上り、3週目で1位を獲得、そのまま5週連続で1位を独占した。アメリカでは7月19日付で79位で初登場した後、徐々に順位を上げていき、8月23日付で1位になり、その後4週連続で首位を保ち続けた。その他、ヨーロッパの数か国やオーストラリアでも1位になる等、世界的なヒットとなった。なお、ストーンズのシングルがイギリスで1位を獲得したのは2021年現在これが最後である。
リチャーズは「曲を完成させる前からこの曲が1位になることはわかっていた」と、この曲への自信を窺わせている。『ローリング・ストーン』誌は、リリース当時「1969年にリリースされたロックンロールの中で最強の3分間である可能性が高い」と高評価を与えた。一方で『メロディ・メイカー』は「あまりインパクトがなく、ドラムとギターのサウンドがやや説得力に欠けた」と批判した。2014年、この曲はグラミーの殿堂入りを果たした。

## コンサート・パフォーマンス
「ホンキー・トンク・ウィメン」は、テイラー初参加の、そしてジョーンズへの追悼ライブとなった1969年7月5日のハイドパーク・フリーコンサートで初披露されて以降、直近の2019年まで、ストーンズの全ツアーで演奏され続けている。公式のライブアルバムにも複数収録されており、『ゲット・ヤー・ヤ・ヤズ・アウト』（1970年）、『ラヴ・ユー・ライヴ』（1977年）、『ライヴ・リックス』（2004年）で各々のライブバージョンを聴くことができる。1981年の北米ツアーでは、この曲の演奏時、ドレスに身を包んだ100人以上もの女性たちが登場し、ステージを闊歩した。また2002年から2003年にかけての「リックス・ツアー」では、演奏中のバックスクリーンに、トップレスの女性がストーンズのロゴマークである巨大な舌でロデオを行うアニメーションが流された。前者は『レッツ・スペンド・ザ・ナイト・トゥゲザー』、後者は『フォー・フリックス』と、それぞれ映像作品で視聴することができる。
ストーンズが「ホンキー…」をコンサートで演奏する際、イントロがスタジオ音源通りに再現されることがほぼない。スタジオ音源ではカウベルの音から始まり、その後にドラムが入り、リチャーズによるギターリフがその後に続くが、コンサートではまずリチャーズのリフから始まり、その後ドラムが続くという形で演奏される。上記3枚のライブ・アルバムいずれも、このような形で演奏されたものが収録されている。ワッツも「この曲がレコードと同じようにライブで演奏されたことはない。ジミー（・ミラー）がカウベルを叩いてるんだけど、彼が間違って入ってくるか、それとも俺が間違って入ってくるか…でもキースが正しく入ってくることで全体的に正しくなる。実際には間違ってるんだけど、俺の視点では上手くいってるんだよね」と語っている。ただし、まれにスタジオ音源通り、カウベルから入るバージョンで演奏されることもある。
「カントリー・ホンク」は、これまでコンサートで演奏されたことはない。

## ヒットチャート
| チャート (1969年)     | 最高位 |
| --------------------- | ------ |
| オーストラリア        | 1      |
| オーストリア          | 4      |
| ベルギー              | 5      |
| カナダ                | 2      |
| デンマーク            | 1      |
| ドイツ                | 2      |
| アイルランド          | 1      |
| オランダ              | 4      |
| ニュージーランド      | 1      |
| ノルウェー            | 2      |
| スペイン              | 5      |
| スウェーデン          | 2      |
| スイス                | 1      |
| UKシングルチャート    | 1      |
| USビルボードホット100 | 1      |

| チャート (1969年)     | 順位 |
| --------------------- | ---- |
| カナダ                | 16   |
| USビルボードホット100 | 4    |

| チャート (1958年-2018年) | 順位 |
| ------------------------ | ---- |
| USビルボードホット100    | 195  |

| 国                    | 認定     |
| --------------------- | -------- |
| アメリカ合衆国（RIAA) | ゴールド |

## カバー
- ジョー・コッカー - ライヴ・アルバム『マッド・ドッグス&イングリッシュメン』（1970年）に収録。
- ザ・タイガース - ライヴ・アルバム『ザ・タイガース・サウンズ・イン・コロシアム』（1971年）に収録。
- アルバート・キング - アルバム『Lovejoy』（1971年）に収録。
- エルトン・ジョン - アルバム『ライヴ!!（17-11-70）』（1971年）に収録。
- リック・ネルソン - アルバム『Rudy the Fifth』（1971年）に収録。
- ハンブル・パイ - ライヴで演奏。アルバム『イート・イット』（1973年）にライヴ音源が収録された。
- ミーターズ - アルバム『Trick Bag』（1976年）に収録。
- グラム・パーソンズ - 没後発表の未発表音源集『スリープレス・ナイツ』（1976年）に収録。
- 松田優作 - ライヴ・アルバム『HARDEST NIGHT LIVE』（1981年）に日本語詞のカヴァーを収録[30]。
- 小林 克也＆ザ・ナンバーワン・バンド - アルバム『もも』（1982年）に日本語詞のカヴァーを収録。
- ザ・ポーグス - 12インチ・シングル「Yeah, Yeah, Yeah, Yeah, Yeah」（1988年）のカップリング曲として発表[31]。1992年にはシングルA面として全英56位に達した[32]。
- テスラ - カヴァー・アルバム『Real to Reel』（2007年）に収録。
- Superfly - シングル「Hi-Five」（2008年）のカップリング曲として発表。